# Fushigi Yuugi Genbu Kaiden
Fushigi Yuugi Genbu Kaiden (jap. ふしぎ遊戯 玄武開伝, fushigi yūgi gembu kaiden) ist eine Mangaserie der japanischen Zeichnerin Yuu Watase und bildet die Vorgeschichte zu ihrer erfolgreichen Reihe Fushigi Yuugi. Sie lässt sich dem Shōjo-Genre zuordnen.

## Handlung
1923 entdeckt der Schriftsteller Einosuke Okuda in China eine alte Schriftrolle, die er ins Japanische zu übersetzen beginnt. Okuda versucht damit seine todkranke Frau Yoshie zu retten, die er in Japan zurückgelassen hat. Laut einer Legende soll die Schriftrolle nämlich die Macht besitzen, seinem Leser Wünsche zu erfüllen. Unglücklicherweise stirbt Yoshie, noch bevor Okuda seine Arbeit beenden kann.
Okudas Tochter, die 17-jährige Takiko, ist nicht nur zutiefst betrübt über den Tod ihrer geliebten Mutter, sondern sie leidet auch unter der unerwiderten Liebe zu Takao Ôsugi, einem Freund und Kollegen ihres Vaters. Als sie dann auch noch in das Arbeitszimmer ihres Vaters platzt, der trotz des Todes seiner Frau weiterhin wie besessen an der Übersetzung des „Reichs der vier Götter“ gearbeitet hat, reißt sie ihm das gerade beendete Buch aus der Hand. In dem Glauben Okuda liebe weder Takiko noch ihre Mutter, sondern interessiere sich nur für seine Arbeit, will sie das Buch zerreißen. Dabei öffnet sie es allerdings und wird hinein gezogen. Zurück bleibt eines ihrer Haarbänder, mit dem Okuda gelegentlich Kontakt mit seiner Tochter aufnehmen kann.
Unterdessen findet Takiko sich auf einem verschneiten Berg im Land des Genbu, Hokkan, im „Reich der vier Götter“ als Teil der Geschichte wieder. Prompt wird sie auch schon von merkwürdigen Wesen angegriffen, vor denen sie aber Rimudo rettet. Von diesem weiß man zunächst nicht, ob er ein Mann oder eine Frau ist, da er zwischen den Geschlechtern wechseln kann. Als normaler Mensch ist er ein Mann. Erscheint aber über seiner Brust das chinesische Schriftzeichen für „Frau“, wird er zu einer (mit allem, was dazugehört) und kann Windmagie einsetzen. Wie sich der Leser bereits denken kann, ist Rimudo einer der sieben Genbu-Seishi, nämlich Uruki, die Takiko versammeln muss, um den Gott Genbu zu rufen. Dieser verlässt sie aber schon bald wieder, sodass Takiko direkt in die Arme eines jungen Kopfgeldjägers namens Chamuka läuft.
Die Menschen von Hokkan sehen die Legende der Genbu no Miko allerdings als böses Omen an, denn die Hüterin soll in dem Augenblick auftauchen, in dem das Land unterzugehen droht. Verfolgt von Attentätern gesandt aus Kutou (auch hier übernimmt das Land des Seiryû wieder den Part der Gegenspieler unserer Helden) und von Rimudos Vater macht sich Takiko mit Chamuka, alias Tomite, auf den Weg, um die übrigen Seishi zu finden. In der Zwischenzeit hat sich Rimudo der Armee aus Kutou angeschlossen, um nicht nur vor den Attentätern seines Vaters zu fliehen, sondern auch, um die Möglichkeit zu bekommen, diesen zu töten. Obwohl er beteuert, nichts mit der Genbu no Miko zu tun haben zu wollen, ist er immer wieder zur Stelle um Takiko zu beschützen.

## Stil
Wie bei Fushigi Yuugi sind die Charaktere detailliert gezeichnet. Es werden häufig Rasterfolien eingesetzt und die Panels sind abwechslungsreich angeordnet.

## Veröffentlichungen
Fushigi Yuugi Genbu Kaiden erschien in Japan von 2003 bis 2013 in Einzelkapiteln, zuerst im Manga-Magazin Shōjo Comic, dann in Fushigi Yūgi Perfect World des Shogakukan-Verlags, teilweise auch im Monthly Flowers. Diese Einzelkapitel wurden auch in zwölf Sammelbänden zusammengefasst.
Außerhalb Japans erschien der Manga bisher unter anderem in Frankreich, Spanien, Taiwan und den Vereinigten Staaten. In Deutschland erschienen alle zwölf Bände zwischen März 2007 und Juni 2014 bei Egmont Manga und Anime.

## Rezeption
Laut der Fachzeitschrift MangasZene lebt der Manga, wie sein Vorgänger, vor allem von den Charakteren, die noch mehr Tiefe hätten. Der Manga sei auch für Leser zugänglich, die Fushigi Yuugi nicht gelesen haben. Die AnimaniA beschreibt den Manga als „ausgereifter als den Vorgänger und aufgrund blutiger Szenen eher für ältere Leser geeignet.“ Die schlüssige Handlung biete sowohl Action als auch Romantik und sei auch den Lesern zugänglich, die Fushigi Yuugi nicht gelesen haben. Ihren Stil habe Yuu Watase noch verfeinert und die Panels wirkten „aufgeräumter“.

## Computerspiel
Am 23. Juni 2005 wurde das Ren’ai-Adventure Fushigi Yūgi Gembu Kaiden: Kagami no Miko (ふしぎ遊戯 玄武開伝 外伝 鏡の巫女) für die PlayStation 2 und die PlayStation Portable veröffentlicht.